# Carl Friedrich Wilhelm Krukenberg
Carl Friedrich Wilhelm Krukenberg (* 27. Mai 1852 in Königslutter; † 18. Februar 1889 in Gera) war ein deutscher Physiologe.

## Leben
Carl Friedrich Wilhelm Krukenberg war der Sohn des Apothekers Friedrich Julius Krukenberg (1815–1861) und dessen Ehefrau Marie Louise Auguste (1825–1861), geborene Grundner.
Nach der Ausbildung zum Apotheker an der St. Martini-Apotheke in Braunschweig und dem Abschluss des Pharmaziestudiums 1873 in Braunschweig studierte er an der Kaiser-Wilhelms-Universität Straßburg und der Ruprecht-Karls-Universität Heidelberg physiologische Chemie und arbeitete anschließend von 1881 bis 1883 als Assistent  und Privatgelehrter bei Wilhelm Kühne am Physiologischen Institut in Heidelberg. Nach seiner Promotion in Heidelberg zum Dr. phil. wirkte er zunächst bei Adolf Fick am Physiologischen Institut in Würzburg und kehrte dann nach kurzer Zeit wieder nach Heidelberg zurück. Im Jahr 1884 wurde er in Jena auf Grund der Arbeit „Die chemischen Bestandteile des Knorpels“ zum Dr. med. et chir. h. c. ernannt und folgte dem damit verbundenen Ruf als außerordentlicher Professor der vergleichenden Physiologie und Leiter der Chemischen Abteilung an die Universität Jena.
Carl Friedrich Wilhelm Krukenberg, der auf zahlreichen Forschungsreisen (Neapel, Triest, Ägypten, Abessinien, Rotes Meer) biologisches Untersuchungsgut sammelte, schuf als erster für die Gesamtheit der tierischen Farbpigmente eine auf biochemischer Basis gestaltete vergleichende Physiologie. Er hat durch die Anwendung physiologisch-chemischer Arbeitsmethoden bei der Gesamtheit tierischer Organismen neue Forschungswege eingeführt und damit die Kenntnisse der Biochemie der Tiere in den letzten Jahrzehnten des 19. Jahrhunderts beachtlich vermehrt.
Am 13. Juli 1882 wurde Carl Friedrich Wilhelm Krukenberg unter der Präsidentschaft des Physikers Hermann Knoblauch in der Sektion Physiologie unter der Matrikel-Nr. 2373 als Mitglied in die Kaiserliche Leopoldinisch-Carolinische Deutsche Akademie der Naturforscher aufgenommen.

## Schriften
- Vergleichend-Physiologische Studien. Experimentelle Untersuchungen. Zweite Reihe, Erste Abtheilung, Winter, Heidelberg 1882 (Digitalisat)
- Vergleichend-Physiologische Studien. Experimentelle Untersuchungen. Zweite Reihe, Zweite Abtheilung, Winter, Heidelberg 1882 (Digitalisat)
- Vergleichend-Physiologische Studien. Experimentelle Untersuchungen. Zweite Reihe, Dritte Abtheilung, Winter, Heidelberg 1882 (Digitalisat)
- Grundriss der medicinisch-chemischen Analyse. Winter, Heidelberg 1882 (Digitalisat)
- Die chemischen Bestandteile des Knorpels. In: Zeitschrift für Biologie, 20, 1884 (Digitalisat)
- Die eigenartigen Methoden der chemischen Physiologie als Entgegnung auf die Festreden der Herren Leube und Hoppe-Seyler. Winter, Heidelberg 1885 (Digitalisat)
- Chemische Untersuchungen zur wissenschaftlichen Medicin. Erstes Heft, Gustav Fischer, Jena 1886 (Digitalisat)
- Vergleichend-Physiologische Vorträge. Erster Band, Winter, Heidelberg 1886 (Digitalisat)
- Wissenschaftliche Ergebnisse meiner Reise vom Étang de Berre über Marseille und Triest nach Suakim und Massaua. Vergleichend-Physiologische Studien. Experimentelle Untersuchungen. Zweite Reihe, Vierte Abtheilung, I. Theil. Winter, Heidelberg 1887 (Digitalisat)
- Wissenschaftliche Ergebnisse meiner Reise vom Étang de Berre über Marseille und Triest nach Suakim und Massaua. Vergleichend-Physiologische Studien. Experimentelle Untersuchungen. Zweite Reihe, Fünfte Abtheilung, I. Hälfte, II. Theil. Winter, Heidelberg 1888 (Digitalisat)